# Caterina de Grècia
Caterina de Grècia   (Atenes, 4 de maig de 1913 - Londres, 2 d'octubre de 2007), coneguda al Regne Unit com a Lady Katherine Brandram des de 1947, fou princesa de Grècia i de Dinamarca. Filla del rei Constantí I de Grècia i de la princesa Sofia de Prússia, és neta del rei Jordi I de Grècia i de la gran duquessa Olga de Rússia per via paterna mentre que per via materna ho és del rei Frederic III de Prússia i de la princesa Victòria del Regne Unit. És l'única filla del matrimoni que segueix viva i un dels dos besnets vius de la reina Victòria I d'Anglaterra. Alhora és l'única besneta viva del rei Cristià IX de Dinamarca.
La princesa és tia del rei Constantí II de Grècia, de la reina Sofia d'Espanya, del rei Miquel I de Romania i del duc d'Aosta. És cosina del príncep Felip de Grècia.
Seguí a la seva família en els successius exilis de 1917, 1924 i 1941. Es mantingué especialment unida al seu germà el rei Jordi II de Grècia. Es casà amb el coronel britànic Richard Brandam que havia conegut en un viatge amb vaixell d'Alexandria a Londres. Es casaren a Atenes el 1947. Aquest matrimoni desigual li feu perdre el rang de princesa grega, la qualcosa fou motiu perquè el rei Jordi VI del Regne Unit li reconegués el de lady.
Lady Brandam ha rebut una recompensació de 300.000 euros de part del govern grec per l'expropiació indeguda de les propietats reials gregues.